# VFW Parkway
Der VFW Parkway ist ein 1931 errichteter historischer Parkway auf den Stadtgebieten von Boston und Brookline  im Bundesstaat Massachusetts der Vereinigten Staaten. Er beginnt im Bostoner Stadtteil West Roxbury und endet am Arnold-Arboretum.
Die Straße wurde im Jahr 2005 als Historic District in das National Register of Historic Places eingetragen. Sie wird vom Department of Conservation and Recreation (DCR) verwaltet und ist Teil des Metropolitan Park System of Greater Boston.